# Крейг (Монтана)
Крейг (англ. Craig) — переписна місцевість (CDP) в США, в окрузі Льюїс-енд-Кларк штату Монтана. Населення — 39 осіб (2020).

## Географія
Крейг розташований за координатами 47°4′14″ пн. ш. 111°58′5″ зх. д. / 47.07056° пн. ш. 111.96806° зх. д. (47.070508, -111.968034).  За даними Бюро перепису населення США в 2010 році переписна місцевість мала площу 0,77 км², з яких 0,77 км² — суходіл та 0,00 км² — водойми.

## Демографія
Згідно з переписом 2010 року, у переписній місцевості мешкали 43 особи в 25 домогосподарствах у складі 12 родин. Густота населення становила 56 осіб/км².  Було 59 помешкань (76/км²).
Расовий склад населення:
| - 93,0 % — білих - 4,7 % — корінних американців - 2,3 % — азіатів |

До двох чи більше рас належало 0,0 %. Частка іспаномовних становила 0,0 % від усіх жителів.
За віковим діапазоном населення розподілялося таким чином: 4,7 % — особи молодші 18 років, 72,0 % — особи у віці 18—64 років, 23,3 % — особи у віці 65 років та старші. Медіана віку мешканця становила 53,8 року. На 100 осіб жіночої статі у переписній місцевості припадало 104,8 чоловіків;  на 100 жінок у віці від 18 років та старших — 115,8 чоловіків також старших 18 років.
Середній дохід на одне домашнє господарство  становив 36 650 доларів США (медіана — 33 125), а середній дохід на одну сім'ю — 40 214 долари (медіана — 34 688). За межею бідності перебувало 6,5 % осіб, у тому числі 0,0 % дітей у віці до 18 років та 16,7 % осіб у віці 65 років та старших.
Цивільне працевлаштоване населення становило 13 особи. Основні галузі зайнятості: роздрібна торгівля — 23,1 %, фінанси, страхування та нерухомість — 23,1 %, будівництво — 23,1 %.